# Euploea masakii
Euploea masakii är en fjärilsart som beskrevs av Teiso Esaki och Shuhei Nomura 1937. Euploea masakii ingår i släktet Euploea och familjen praktfjärilar. Inga underarter finns listade i Catalogue of Life.